# Parc de Maurepas
Le parc de Maurepas est un jardin municipal de 6,1 hectares ouvert en 1939 et situé à Rennes. Paradoxalement, ce parc ne se trouve pas dans le quartier Maurepas, mais dans le quartier Jeanne d'Arc.

## Situation
Le parc est situé au nord-est de Rennes, entre les boulevards Paul-Painlevé et Raymond-Poincaré et la rue Courteline, face au collège-lycée Assomption. L’entrée principale, située au sud au croisement des deux boulevards donne sur un boulingrin et un belvédère. Il existe quatre autres entrées (boulevard Painlevé, rue Francis-Pellerin, rue Courteline, boulevard Poincaré). Il est principalement desservi par les lignes de bus C2, 14 et 32 aux arrêts Painlevé et Assomption.
Le parc de Maurepas est pensé essentiellement comme un jardin pour enfants, une aire de jeu et de détente en 1934 avec l'achat de terrains sous le mandat du maire Jean Lemaistre. Les travaux débutent en 1935 ou 1936, les plantations et travaux de dessin effectués par l'architecte paysagiste versaillais Georges Moser sont rendus en octobre 1937 et le parc ouvre finalement au public le dimanche 23 juillet 1939, le lendemain d'une visite inaugurale du conseil municipal menée par François Château. Le parc disposait alors d'une maison pour le garde et se trouvait sur la ligne de tramways Mairie-Parc de Maurepas.

## Aménagements
Lors de l'ouverture, on y retrouvait notamment une pergola décorative, deux bassins d'eau dont un de 3000 m², une piste de 300 m pour cycles et patinettes, deux petits ponts en béton et divers jeux pour enfants (toboggans, balançoires). Le parc remporte remporte le succès populaire et a participé à l'installation d'équipements de loisirs dans le parc du Thabor, parc prestigieux rennais.
Le commissaire général à l'éducation physique et aux sports Jean Borotra y fit une visite en 1941 et apprécia les aménagements pour enfants. 
En 1952, lors de travaux de terrassement, on retrouve 140 pièces de monnaies datant de 1692 et 1701.
Le parc de Maurepas dispose de 6,1 hectares de terrain divisés en 25 718 m2 de pelouse et 8 080 m2 d'espaces boisés. Une haie d’ifs de 800 m est présente dans le parc. On y aurait trouvé aussi « deux seuls pins parasols connus à Rennes » sont présents dans le parc[réf. nécessaire].  
La piste cyclable de 300 m contient désormais signalisation routière miniature avec feu tricolore. D'autres jeux pour enfants, un manège, un terrain de pétanque, un bac à sable, des tables de pique-nique et des bancs font partie des aménagements du parc. Des portiques et la pergola décorative art déco en béton sont aussi présents.
Un taureau en bronze sculpté par Louis Derbré est aussi au sein du parc depuis 2002.

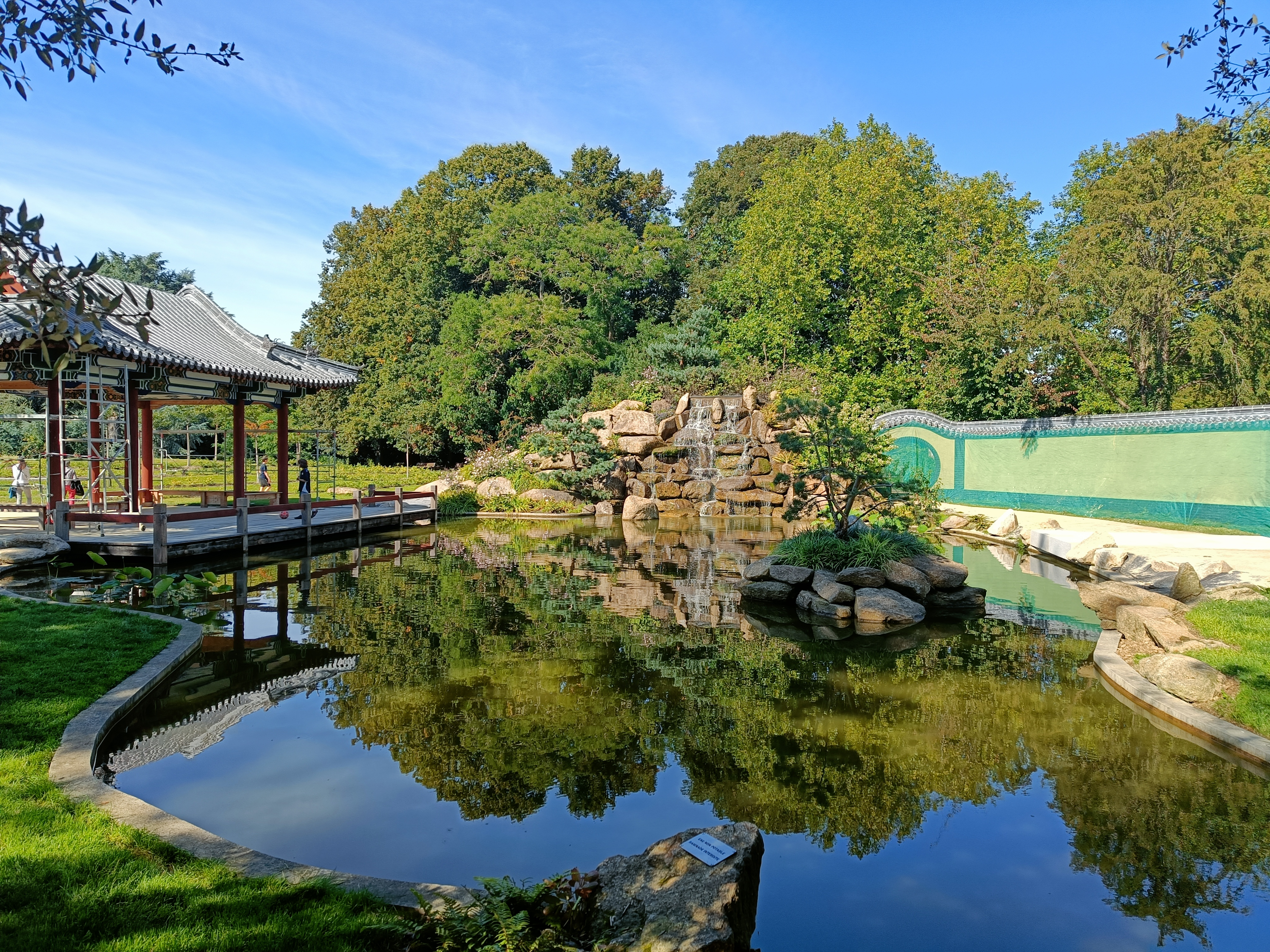
Cascade du jardin chinois

En mai 2024, un jardin chinois de 5 000 m2 est inauguré dans le parc, pour symboliser le jumelage de la ville de Rennes avec celle de Jinan en Chine. Bien que réalisé à partir de matériaux locaux, il a été conçu par un paysagiste de Jinan pour être fidèle aux jardins de Chine. Des plants sont également plantés afin de permettre à la ville de cultiver son propre thé,. On y retrouve notamment un bassin avec des carpes et des lotus, une cascade et des portes traditionnelles chinoises.

### Espèces végétales
- Tilleul
- Saule
- Tulipier de Virginie
- Érable du Japon
- Acacia
- Chêne d'Amérique, chêne vert
- Copalme d'Amérique
- Ginkgo biloba
- If

## Liens
- Parc de  Maurepas sur Wiki-Rennes